# 稲葉弘通
稲葉 弘通（いなば ひろみち）は、豊後国臼杵藩の第10代藩主。

## 略歴
弘通は長男であったが、母が側室であったため、父・泰通は正室の清操院との間にもうけた次男の副通を嫡子とした。明和5年（1768年）7月2日に泰通が死去した後、8月23日に副通が家督を継いだが、副通は将軍・徳川家治に御目見することも、若年ゆえに継嗣を指定することもないまま、1年も経たない明和6年（1769年）6月29日に17歳で夭折した。この稲葉家改易の危機に藩の重役たちは慌て、泰通の跡をただちに弘通が継いだことにして御目見させることで乗り切った。このため、副通は臼杵藩の歴代藩主として数えられていない（『寛政重修諸家譜』巻第六百六では、弘通の初名が「副通」だとしており、実際の副通については記載が無い）。ちなみに、弘通が正室に迎えた国清院（牧野貞長の娘）は、清操院の姪にあたる。
藩政においては、藩財政窮乏化のために借上を行ない、さらに御用金を商人などに課すことで再建を図ったが、天明の大飢饉により藩内が大被害を受け、さらに幕命によって美濃・伊勢の河川普請手伝いに駆り出されてその出費が著しかったため、効果はほとんどなかった。寛政12年（1800年）9月10日、家督を次男の雍通に譲って隠居する。文化8年（1811年）、剃髪して伊賀入道と号した。
文政元年（1818年）10月28日、67歳で死去した。

## 系譜
父母
- 稲葉泰通（父）
- 清操院 - 牧野貞通の娘（公式上の母）

正室
- 国清院 - 牧野貞長の娘

側室
- 津田氏

子女
- 稲葉侯通（長男）
- 稲葉雍通（次男）生母は津田氏（側室）
- 稲葉通臧（三男）
- 稲葉通度（四男）
- 伊東祐鐘正室
- 新庄直計正室
- 堀直庸正室
- 一柳末昭正室
- 細川利国正室